# Església de Sant Cugat (Sant Cugat Sesgarrigues)
Sant Cugat és una església parroquial al nucli urbà de Sant Cugat Sesgarrigues (Alt Penedès) catalogada a l'Inventari del Patrimoni Arquitectònic de Catalunya. L'església de Sant Cugat, antigament dedicada a Sant Jaume, té el seu origen en una església anterior, probablement del segle xii. Aquesta església, d'època medieval, sembla que es va construir sobre les restes del castell. L'any 1188 apareix esmentada com a parròquia, i el primer rector que es coneix, de nom Jaume, la regia l'any 1200. En el curs d'obres de neteja i excavació fetes a l'església i al seu voltant, han aparegut elements antics de difícil datació, potser corresponents a una antiga torre o edificació romana.

## Arquitectura
L'església de Sant Cugat, que centra la població, és un edifici de tres naus separades per pilastres. Correspon a diverses etapes constructives, en las quals s'aprofitaren murs i altres materials de les antigues fàbriques. La façana, d'estructura senzilla, presenta un portal allindat i adovellat i un frontó partit. És del 1728. Ha experimentat diverses transformacions al llarg dels segles. Hi ha capelles del 1590, 1613 i 1716. La façana data del 1728 i la capella del Santíssim és del segle xx. El campanar, de planta quadrada i finestres apuntades, fou construït al segle xix.
El campanar, que s'alça sobre una de les naus laterals, és de torre amb planta quadrada, cos superior amb els angles aixamfranats i obertures apuntades en cadascuna de les quatre cares. El coronament és format per una doble cornisa i una barana tancada.

## Béns mobles
El Retaule de Sant Adjutori és de fusta policromada, centrat per una fornícula amb l'escultura de Sant Adjutori rodejat per dues pilastres amb altres dues escultures de sants, dos panells amb grotescos i dues columnes salomòniques, tot ornamentat amb fulles d'acant i de llorer estilitzades, espirals, angelets, etc. El coronament inclou una segona fornícula centrada pel tema de l'Esperit Sant i voltada d'elements decoratius vegetals estilitzats de dimensions més grosses que els anteriors. Contorns irregulars. Estilística barroca.
La pica baptismal és semiesfèrica. Actualment no presenta cap mena de peu. És de reduïdes dimensions, amidant el diàmetre exterior de la boca 72 cm i l'alçada 36 cm. La seva decoració està formada per nou superfícies rebuidades en forma de pètals que convergeixen al fons de la pica. Al nivell de la boca hi ha dos bordons que l'entornen. Segons Mn. Antoni Margarit aquesta pica era la baptismal de la parròquia i, avui, posada de cap per avall, fa de peanya a una senzilla creu que presideix el panteó on enterraven els capellans de la parròquia.
Conserva un Sant Crist tallat en fusta, del segle xvi, provinent segons sembla de l'església de les Gunyoles, i un retaule d'estil barroc, obrat el 1721, dedicat a sant Adjutori. El Sant Crist és representat per un crucifix de fusta tallada policromada que presenta el cos gairebé recte, amb un detallat estudi anatòmic i de volum, gens expressionista, amb les mans lleugerament arquejades i els peus creuats. El cap, decantat cap a la dreta, està a la mateixa alçada dels braços, també lleugerament arquejats. Realisme de concepció i de solucions equilibrades. Ha estat restaurada.